# François Patriat
François Patriat, né le 21 mars 1943 à Semur-en-Auxois (Côte-d'Or), est un homme politique français.
Membre du Parti socialiste à partir de 1974, il est élu conseiller général de la Côte-d'Or en 1976, mandat qu'il conserve jusqu'en 2008. Patriat est élu député en 1981, 1986, 1988 et 1997. Sous le gouvernement de Lionel Jospin, il est successivement secrétaire d'État chargé des PME, du Commerce et de l’Artisanat, et ministre de l'Agriculture et de la Pêche. Il est également maire de Chailly-sur-Armançon de 1989 à 2001 et président du conseil régional de Bourgogne de 2004 à 2015.
Sénateur depuis 2008, il est parmi les premiers soutiens d'Emmanuel Macron. Il préside le groupe Rassemblement des démocrates, progressistes et indépendants (anciennement La République en marche) au Sénat depuis sa création, en 2017, et est membre du bureau exécutif de La République en marche depuis la même année.

## Biographie

### Études et profession
Vétérinaire de formation, sorti de l'École nationale vétérinaire d'Alfort en 1968, major de promotion, François Patriat a exercé à Pouilly-en-Auxois.

### Parcours militant

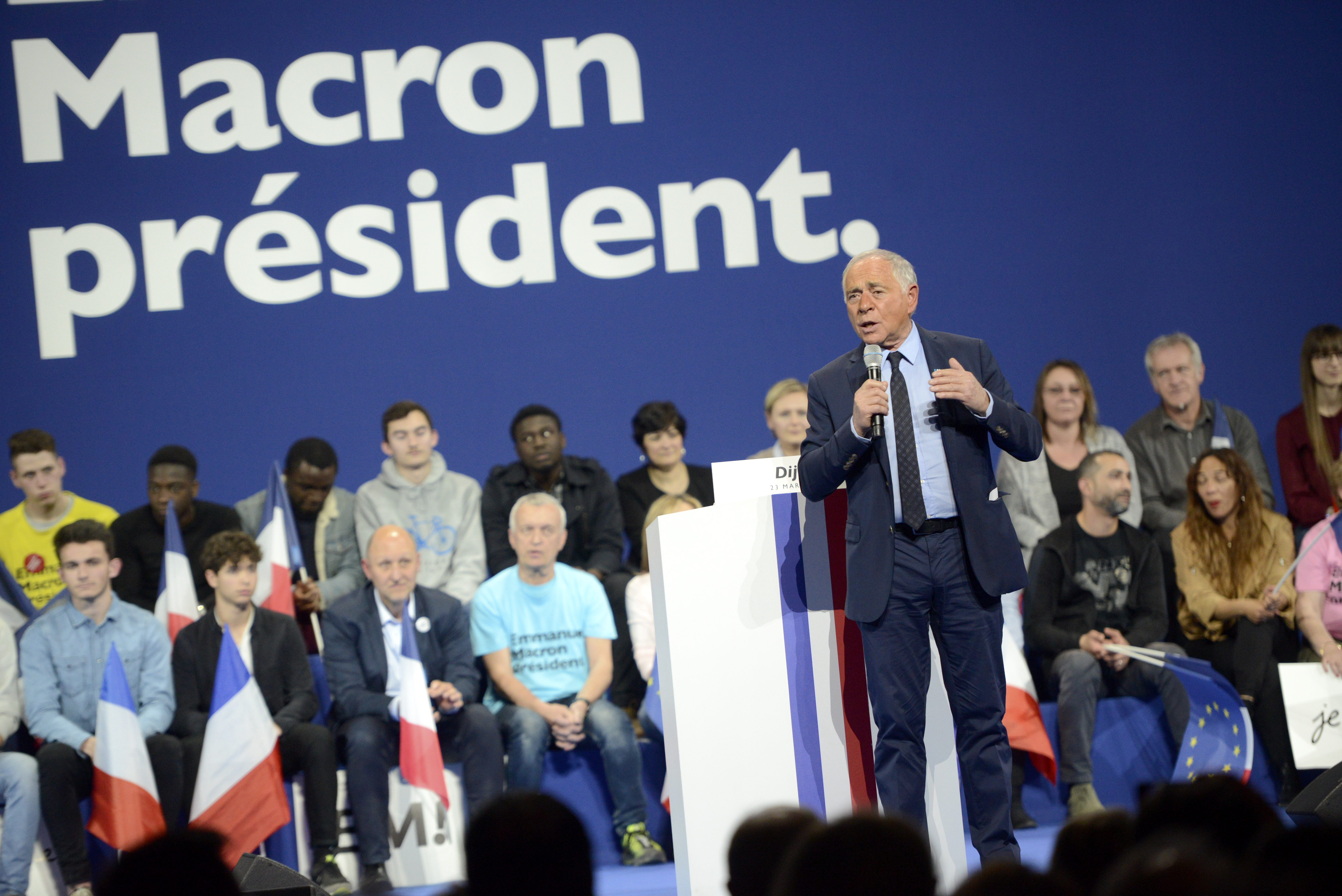
François Patriat, le 23 mars 2017 à la tribune du Zenith de Dijon, à l'occasion d'un meeting de campagne d'Emmanuel Macron.

Il milite depuis 1974 au Parti socialiste (PS) après avoir quitté, en compagnie de Michel Rocard, le Parti socialiste unifié (PSU).
En 2010, il est un fervent soutien de Dominique Strauss-Kahn en vue de l'élection présidentielle de 2012. À propos de l'affaire du Sofitel, il déclare : « J'ai toujours pensé, non pas à la théorie du complot, mais à la théorie du piège. […] Je continue à penser que les services de l’État et ceux du groupe Accor sont bien en mesure, malgré les dénégations, d’avoir participé au piège. Mais je ne dis pas qu’ils l’ont fait. La question fondamentale, c’est de savoir si on tombe dans le piège ou pas. »
À partir de 2016, il est l'un des principaux soutiens d'En marche !, lancé par Emmanuel Macron. Lors de la campagne pour l'élection présidentielle de 2017, il donne son parrainage à Emmanuel Macron. Il est alors menacé d'exclusion du PS. Il annonce donc se mettre « en marge du PS » et « en marche pour Emmanuel Macron ».
En novembre 2017, à l'occasion du conseil national de La République en marche, il intègre le bureau exécutif du parti[Pas dans la source]. Il n'y siège plus depuis octobre 2019 pour manifester son désaccord avec les choix de la commission nationale d'investiture du parti sur les têtes de listes aux élections municipales de 2020, notamment à Chelles (Seine-et-Marne),.

### Mandats
Le 2 avril 2004, après la victoire de sa liste face à celle de Jean-Pierre Soisson aux élections régionales, il est élu président du conseil régional de Bourgogne. Réélu le 26 mars 2010, il cède sa place à Marie-Guite Dufay après la création de la région Bourgogne-Franche-Comté, en 2015.
Depuis le 21 septembre 2008, il est sénateur, élu dans la Côte-d'Or.
Alors qu'il est membre du Parti socialiste, il annonce en novembre 2013 qu'il conduira une liste indépendante lors des élections sénatoriales de 2014. Finalement tête de la liste socialiste, il est réélu, sa liste, avec 34,1 % des voix, lui octroyant un siège.
En 2020, il mène une liste Divers centre soutenue par La République en marche et est réélu avec 26,6% des voix.Il arrive devant la liste socialiste qui échoue à obtenir un siège pour la première fois depuis 1998.

### Famille
François Patriat est marié et père de deux enfants.
Son frère, Claude Patriat, est politologue, professeur émérite de l'université de Bourgogne, spécialiste de la culture.

## Prises de position

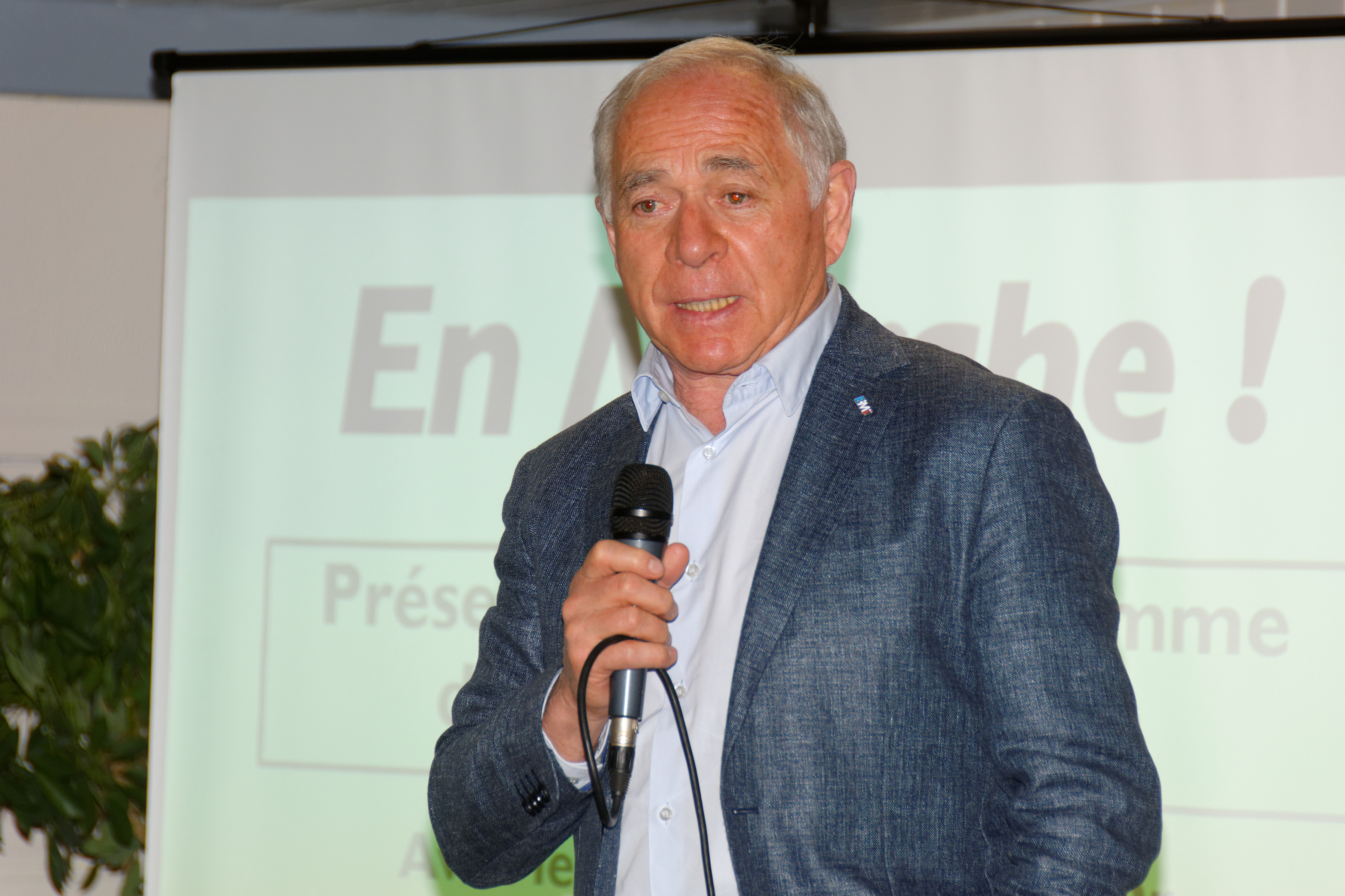
François Patriat lors d'une réunion avec le parti En Marche en 2017.

Dans le cadre de la réforme constitutionnelle décidée par le gouvernement en 2018, il propose d'augmenter à trois la limite du nombre de mandats consécutifs pour le président de la République, avançant l’idée qu’Emmanuel Macron puisse être réélu à deux reprises.

## Détail des mandats et fonctions

### Fonctions gouvernementales
- 18 octobre 2000 : secrétaire d'État aux petites et moyennes entreprises, au commerce, à l'artisanat et à la consommation dans le gouvernement Lionel Jospin
- 25 février 2002 : ministre de l'agriculture et de la pêche dans ce même gouvernement

### Au niveau national
- Sénateur de la Côte-d'Or (depuis 2008)
- Membre du conseil national du PS
- Député de la Côte-d'Or
 3e circonscription: (12 juin 1997 - 18 novembre 2000)
5e circonscription (2 juillet 1981 - 1er avril 1993)

### Au niveau local
- Maire de Chailly-sur-Armançon de 1989 à 2001
- Conseiller général de la Côte-d'Or, canton de Pouilly-en-Auxois 1976-2008
- Conseiller régional de Bourgogne (1981-1986 et 2004-2015)
- Président de la Communauté de communes de l'Auxois Sud (1992-2004)
- Vice-président du Conseil général de 1994 à 1998
- Président du conseil régional de Bourgogne de 2004 à 2016

### Autres fonctions
- Membre du Conseil économique et social en 1993-1994
- Administrateur des Voies navigables de France depuis 1998, où il préside la Commission territoriale des canaux et rivières du Centre
- Juillet 1999 : chargé d'une mission sur la chasse, auprès du ministre de l'environnement et de l'aménagement du territoire (Dominique Voynet)
- Président du conseil d'orientation du domaine national de Chambord[15] depuis janvier 2018, succédant à Augustin de Romanet[16]

## Décorations
- Commandeur de l'ordre du Mérite agricole ex officio, en tant que ministre de l'Agriculture, président du conseil de l'ordre (2002)[17]
- Commandeur de l'ordre du Mérite maritime ex officio, en tant que ministre chargé des affaires maritimes (2002)[18]